# کونکاس
کونکاس (به لاتین: Kunkas) یک منطقهٔ مسکونی در روسیه است که در باشقیرستان واقع شده‌است.